# Selecció de futbol de Montenegro
La Selecció de futbol de Montenegro és l'equip representatiu del país a les competicions oficials. La seva organització està a càrrec de l'Associació de Futbol de Montenegro, pertanyent a la UEFA des del 26 de gener de 2007.
El 3 de juny de 2006 Montenegro va declarar oficialment la seva independència. En conseqüència, la selecció de Sèrbia i Montenegro, on fins aquell moment jugaven els jugadors montenegrins, es va dissoldre a l'acabar la Copa del Món 2006 i es va formar la selecció de Montenegro.
Montenegro va disputar el seu primer partit el 24 de març de 2007, un amistós contra Hongria. La seua primera participació en un torneig oficial serà a la fase de classificació de la Copa del Món de Futbol 2010.

## Estadístiques
- Primer partit

| Montenegro | 2 – 1 | Hongria |
| ---------- | ----- | ------- |
|            |       |         |

 Podgorica, (Montenegro)        
- Major victòria

| Montenegro | 2 – 1 | Hongria |
| ---------- | ----- | ------- |
|            |       |         |

 Podgorica, (Montenegro)        
- Major derrota

Sense derrotes

## Participacions en la Copa del Món
- Des de 1930 a 1990 - Vegeu  Iugoslàvia
- Des de 1994 a 2006 - Vegeu  Sèrbia i Montenegro

## Participacions en l'Eurocopa
- Des de 1960 a 1992 - Vegeu  Iugoslàvia
- Des de 1996 a 2004 - Vegeu  Sèrbia i Montenegro
- 2008 - No hi participà
- 2012 a 2016 - No es classificà